# Elton (Virginia Occidental)
Elton es un área no incorporada ubicada en el condado de Summers, Virginia Occidental, Estados Unidos. Está clasificada como un asentamiento humano por el Sistema de Información de Nombres Geográficos.
Aparece registrada en U.S. Geological Survey con fecha de entrada del 27 de junio de 1980. El número de identificación asignado por el Sistema de Información de Nombres Geográficos es 1538698.
Elton tenía una oficina de correos, con el código postal 25965, hasta que cerró el 11 de julio de 2009. El nombre Elton probablemente se deriva del nombre de una familia local.

## Geografía
Se encuentra a una altitud de 532 m s. n. m. (1745 pies) según el Servicio Geológico de Estados Unidos.